# Ofanto
Ofanto (latin: Aufidus) är Apuliens viktigaste flod och syditaliens näst viktigaste flod efter Volturno. Ofantos källor finns på Hirpiniens högplatå söder om Torella dei Lombardi i provinsen Avellino. Ofanto rinner genom Kampanien och Basilicata och sedan huvudsakligen i Apulien. Floden rinner ut i Adriatiska havet nära Margherita di Savoia. Nära mynningen formar floden ett delta. Flödet i floden är i mycket hög utsträckning beroende av årstiden.
Under romartiden passerade Via Traiana Ofanto nära Canosa di Puglia. En romersk bro är fortfarande bevarad. 